# Dorfprozelten
Dorfprozelten ist eine Gemeinde im unterfränkischen Landkreis Miltenberg und eine der ältesten Siedlungen am Untermain.

## Geographie

### Geographische Lage
Die Gemeinde liegt in der Region Bayerischer Untermain. Der topographisch höchste Punkt der Gemeindegemarkung befindet sich mit 474 m ü. NHN südlich von Wildensee, der niedrigste liegt im Main auf 129 m ü. NHN. Durch Dorfprozelten führt der Fränkische Marienweg.

### Gemeindegliederung
Dorfprozelten hat zwei Gemeindeteile (in Klammern ist der Siedlungstyp angegeben):
- Dorfprozelten (Pfarrdorf)
- Kollenberg (Forsthaus)

Es gibt nur die Gemarkung Dorfprozelten.

### Nachbargemeinden
|                     | Markt Eschau                                |                      |
| Gemeinde Collenberg | Kompassrose, die auf Nachbargemeinden zeigt | Stadt Stadtprozelten |
| Stadt Freudenberg   |                                             | Stadt Wertheim       |

## Name

### Etymologie
Der Name setzt sich aus dem mittelhochdeutschen Wort brat, das Braten oder Fleisch bedeutet und dem althochdeutschen selde für Haus zusammen. Bratselde bedeutet demnach etwa so viel wie Ort, an dem Reisende speisen können; etwa eine Herberge. Der Zusatz Dorf sowie die zeitweise verwendeten Wörter Alten, Unter und Nieder wurden zur Unterscheidung von Stadt- und Langenprozelten hinzugefügt.

### Frühere Schreibweisen
Frühere Schreibweisen des Ortes aus diversen historischen Karten und Urkunden:
| - 1009 Brotselden - 1248 Altinbrotselden - 1311 Bratselden daz dorf - 1317 Niderm Bratselden - 1320 Unterprotzelten - 1359 Nidernprotselden | - 1370 Dorf Brotselden - 1379 Brotselden daz dorffe - 1483 Dorffbrotselden - 1594 Dorffprocelden - 1694 Dorff Proceld - 1881 Dorfprozelten |

## Geschichte

### Bis zur Gemeindegründung
In einer chronikalen Aufzeichnung aus dem 14. Jahrhundert wird erwähnt, dass der Mainzer Erzbischof Willigis im Jahre 1009 die Weihe eines Gotteshauses in „Brotselden“ vorgenommen hat.
Der Ort im Erzstift Mainz wurde laut Reichsdeputationshauptschluss 1803 ein Teil des neugebildeten Fürstentums Aschaffenburg des Fürstprimas von Dalberg, mit welchem (nun ein Departement des Großherzogtums Frankfurt) es 1814 schließlich an Bayern fiel. Im Zuge der Verwaltungsreformen in Bayern entstand mit dem Gemeindeedikt von 1818 die heutige Gemeinde.

### Verwaltungsgeschichte
Im Jahre 1862 wurde das Bezirksamt Marktheidenfeld gebildet, auf dessen Verwaltungsgebiet Dorfprozelten lag. 1939 wurde wie überall im Deutschen Reich die Bezeichnung Landkreis eingeführt. Dorfprozelten war nun eine der 47 Gemeinden im Landkreis Marktheidenfeld. Mit der Auflösung des Landkreises Marktheidenfeld kam Dorfprozelten am 1. Juli 1972 in den neu gebildeten Landkreis Miltenberg.
1978 schloss sich die Gemeinde der neu gegründeten Verwaltungsgemeinschaft Stadtprozelten an.
Zum 1. Januar 1994 wurde Dorfprozelten wieder aus dieser entlassen.

### 20. und 21. Jahrhundert
Der Ort beherbergte bis in die 1970er Jahre eine große Sandsteinindustrie. Dorfprozeltener Steinhauer waren unter anderem am Bau des Winterpalais in Sankt Petersburg, des Mainzer Doms, des Reichstags in Berlin und vieler anderer bedeutender Bauwerke beteiligt. Der Abbau des Sandsteins  förderte auch die Schifffahrt, welche Dorfprozelten für einige Zeit zum größten Binnenschifferdorf Deutschlands werden ließ. Heute beherbergt Dorfprozelten verschiedene Industriezweige. Unter anderem siedelte sich ein großer Automobilzulieferer (Magna Mirrors) an, der allerdings im März 2023 die Schließung dieses Werkes angekündigt hat. An den Hängen des Mains wird mit dem „Dorfprozeltener Predigtstuhl“ auch ein hervorragender Frankenwein angebaut.

### Einwohnerentwicklung
- 1961: 1639 Einwohner
- 1970: 1627 Einwohner
- 1987: 1741 Einwohner
- 1991: 1794 Einwohner
- 1995: 1870 Einwohner
- 2000: 1972 Einwohner
- 2005: 1933 Einwohner
- 2010: 1797 Einwohner
- 2015: 1761 Einwohner
- 2016: 1770 Einwohner
- 2017: 1790 Einwohner[7]

Im Zeitraum 1988 bis 2018 stagnierte die Einwohnerzahl bei ca. 1760 Einwohnern. 1999 hatte die Gemeinde 1972 Einwohner.
Quelle: BayLfStat

## Politik
Bei der Wahl am 15. März 2020 ergab sich folgende Mandatsverteilung im Gemeinderat:
- Freie Wähler Dorfprozelten: 5 Sitze (43,22 %)
- CSU: 5 Sitze (37,10 %)
- SPD: 2 Sitze (19,67 %)

Die Wahlbeteiligung betrug 75,57 %.
Erste Bürgermeisterin ist Lisa Steger (CSU); diese wurde am 15. März 2020 mit 52,49 % der gültigen Stimmen gewählt. Ihr Vorgänger war von Mai 2008 bis April 2020 Dietmar Wolz (Freie Wähler).

### Wappen
| Wappen von Dorfprozelten | Blasonierung: „Geteilt von Rot und Silber; oben ein sechsspeichiges silbernes Rad, unten ein durchgehendes schwarzes Kreuz; im Schildfuß blaue Wasserwellen.“ |
| Wappen von Dorfprozelten | Wappenbegründung: Das schwarze Kreuz in silbernem Feld ist das Wappen des Deutschherrenordens, der um 1260 im Gemeindegebiet belegt ist. Um 1319/20 erwarb der Orden die Burg Prozelten und den Ort Dorfprozelten, der auch Niederprozelten oder Altprozelten genannt wurde. Der Deutschherrenorden hatte die Dorfherrschaft und Vogtei in Dorfprozelten inne. 1484 gelangte diese durch Tausch an den Kurstaat Mainz und blieb dort bis zum Ende des Alten Reichs 1803. Das heutige Rathaus von Dorfprozelten war Jagdschloss der Kurfürsten von Mainz. An den Erbauer des Schlosses, Erzbischof Johann Schweikard von Kronberg (1604 bis 1626), erinnert noch heute das persönliche Wappen des Erzbischofs über dem Portal. Das sechsspeichige Rad sowie die Farben Silber und Rot weisen auf die einstige Zugehörigkeit zum Kurstaat Mainz. Der Wellenschildfuß symbolisiert den Main und die für den Ort seit jeher bedeutende Mainschifffahrt, vor allem im Zusammenhang mit dem Transport des Holzes aus dem Spessart. Dieses Wappen wird seit 1954 geführt. |

## Wirtschaft und Infrastruktur

### Wirtschaft einschließlich Land- und Forstwirtschaft
2017 gab es in der Gemeinde 945 sozialversicherungspflichtige Arbeitsplätze. Von der Wohnbevölkerung standen 788 Personen in einem versicherungspflichtigen Beschäftigungsverhältnis. Damit war die Zahl der Einpendler um 157 Personen größer als die der Auspendler. 18 Einwohner waren arbeitslos. 2016 gab es vier landwirtschaftliche Betriebe.
Größter Arbeitgeber ist der Magna-Konzern.

### Weinanbau
Die Lage Dorfprozeltener Predigtstuhl umfasst zwölf Hektar Anbaufläche, wobei elf Hektar dem Staatlichen Hofkeller Würzburg gehören und ein Hektar von dem Weinbau Prechtl im Nebenerwerb bewirtschaftet wird. Zwei Drittel der Fläche sind mit Rotweinen bestockt: Frühburgunder, Domina, Spätburgunder und St. Laurent. Der Rest gehört den Weißweinen mit Bacchus, Sauvignon blanc, Müller-Thurgau und Scheurebe.

### Bildung
Es gibt folgende Einrichtungen (Stand: 2018):
- Eine Kindertageseinrichtung mit 87 Plätzen und 58 Kindern
- Eine Grundschule mit fünf Klassen und 93 Schülern

## Persönlichkeiten
- Kurt Tauber (* 1951), Journalist, Fotograf, Autor, Galerist und Museumsleiter